# Lanolina
La lanolina, detta anche grasso di lana, è una miscela di lipidi derivata dalla secrezione dalle ghiandole sebacee, il sebo, della pecora che si accumula sul vello lanoso come protettivo ed emolliente. È una sostanza simile al grasso che viene ottenuta per estrazione e purificazione dalla lana.

## Storia
L'untume della lana è stato utilizzato nell'antica Grecia per impermeabilizzare i tessuti. Viene menzionato nel De Materia Medica da Dioscoride sotto il nome di οἴσυπος (Oesypus). Plinio il Vecchio lo menziona nella sua Naturalis Historia. Era anche incluso nel Dispensarium Coloniense nel 1565, in una traduzione tedesca della Farmacopea Augustana nel 1694 e in altre farmacopee del 1700. È stato inoltre inserito nella farmacopea tedesca 1890 e la farmacopea britannica nel 1885, Addendum 1890. La sostanza è stata denominata lanolina, dal latino lana + oleum, da Mathias Eugenius Oscar Liebreich e Otto Braun in un brevetto tedesco del 1882. Il brevetto descrive il recupero del grasso di lana dalle acque di lavaggio utilizzando una centrifuga. Inizialmente la lanolina era un marchio registrato, solo successivamente è diventato un nome generico non proprietario.

## Caratteristiche
La lanolina ha un colore tendente al giallo, più o meno intenso, in funzione della purezza. 
Al tatto è morbida e untuosa come un grasso. Fonde a circa 38 °C. Non è solubile né in acqua né in olio minerale, ma è fortemente igroscopica e può essere mescolata all'acqua senza separazione di fase. Il suo poter inglobare acqua caratterizza la lanolina idrata che per la Farmacopea europea deve contenere dal 22,5 al 27,5% di acqua. Oltre che come emolliente, la lanolina può fungere da umettante ed emulsionante.

## Composizione

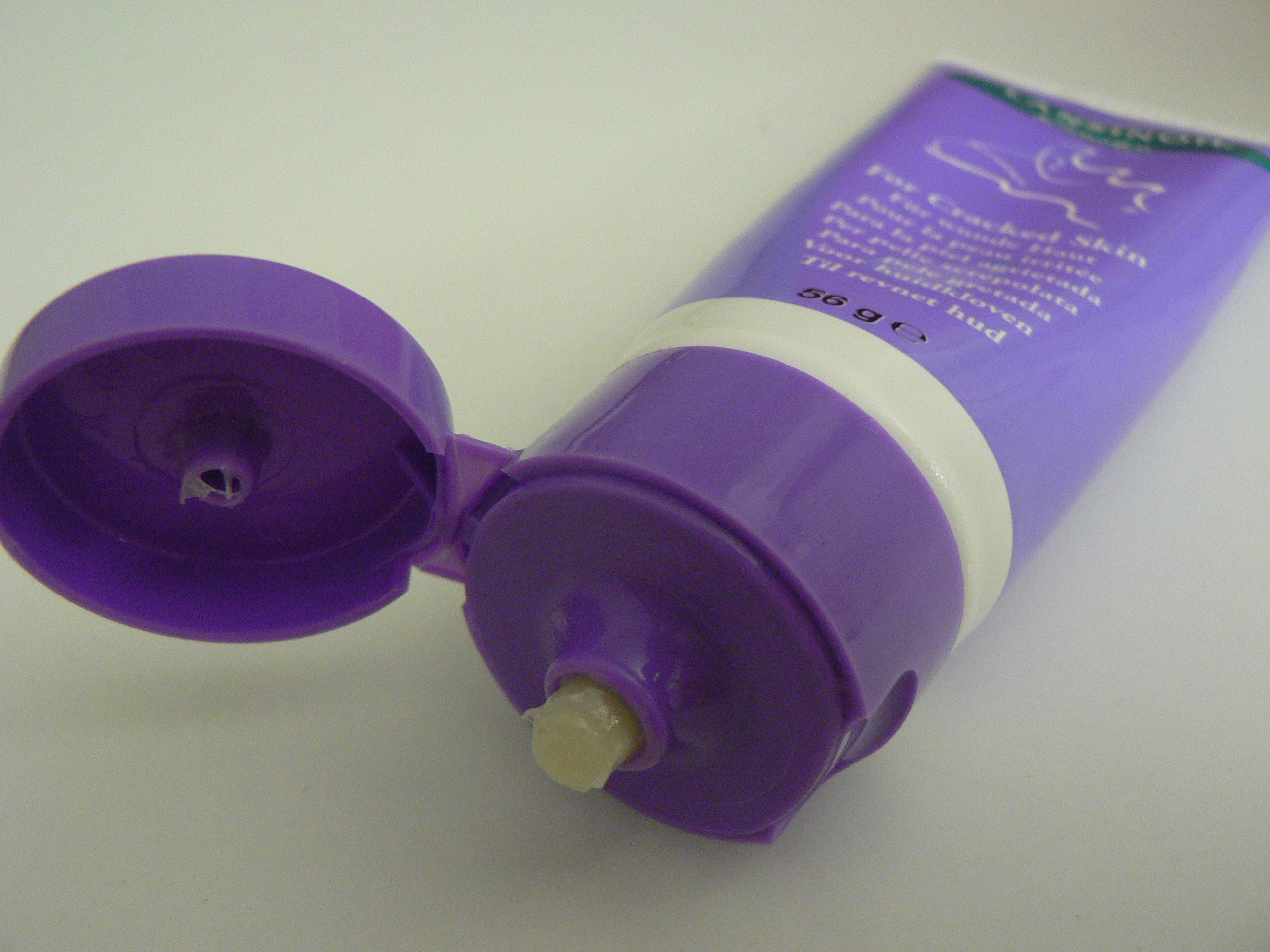
Pomata contenente lanolina

La lanolina è formata da una miscela complessa di un grande numero di composti tra cui, per circa un 87%, esteri, diesteri e idrossi esteri derivanti da alcoli e acidi grassi ad alto peso molecolare e dal colesterolo. Allo stato grezzo, la lanolina, classificata come cera visto che non contiene gliceridi, può essere anidra o idrata. La lanolina contiene molti composti a struttura policiclica steroidica.
Essendo di origine biologica la composizione è relativamente variabile ed il profilo lipidico non è stato ancora esattamente caratterizzato. 
La lanolina grezza può essere frazionata con solvente, tipicamente con acetato di etile, per mezzo di cristallizzazione frazionata o distillazione, in una fase liquida a temperatura ambiente, chiamata olio di lanolina, ed una fase solida, chiamata cera di lanolina.
| Composizione tipica della lanolina grezza e delle sue frazioni solida e liquida | Composizione tipica della lanolina grezza e delle sue frazioni solida e liquida | Composizione tipica della lanolina grezza e delle sue frazioni solida e liquida | Composizione tipica della lanolina grezza e delle sue frazioni solida e liquida |
| ------------------------------------------------------------------------------- | ------------------------------------------------------------------------------- | ------------------------------------------------------------------------------- | ------------------------------------------------------------------------------- |
|                                                                                 | Lanolina grezza                                                                 | Olio di lanolina                                                                | Cera di lanolina                                                                |
| Esteri di steroli e di alcoli triterpenici                                      | 35,4                                                                            | 44,0                                                                            | 28,9                                                                            |
| Esteri di alcoli alifatici                                                      | 23,7                                                                            | 16,0                                                                            | 13,9                                                                            |
| Monoidrossiesteri di steroli e alcoli triterpenici ed alifatici                 | 20                                                                              | 15,0                                                                            | 16,4                                                                            |
| Alcoli alifatici                                                                | 5,6                                                                             | 10,4                                                                            | 20,2                                                                            |
| Di e poli idrossiesteri e dioli                                                 | 7,9                                                                             | 7,7                                                                             | 9,3                                                                             |
| Steroli                                                                         | 4,1                                                                             | 4,4                                                                             | 5,3                                                                             |
| Idrocarburi                                                                     | 0,6                                                                             | 0,3                                                                             | 0,4                                                                             |
| Acidi grassi                                                                    | 0,5                                                                             | 0,7                                                                             | 1,0                                                                             |

## Principali derivati
Oltre alle frazioni liquida e solida della lanolina sono molto utilizzati derivati ricavati da saponificazione, idrolisi, acetilazione, idrogenazione.
| Derivati della lanolina | Derivati della lanolina | Derivati della lanolina |
| Nome comune             | Nomenclatura INCI       |                         |
| ----------------------- | ----------------------- | ----------------------- |
| Olio di lanolina        | LANOLIN OIL             |                         |
| Cera di lanolina        | LANOLIN CERA            |                         |
| Lanolina acetilata      | ACETYLATED LANOLIN      |                         |
| Lanolina idrogenata     | HYDROGENATED LANOLIN    |                         |
| Lanolina idrossilata    | HYDROXYLATED LANOLIN    |                         |
| Alcoli di lanolina      | LANOLIN ALCOHOL         |                         |
| Acidi di lanolina       | LANOLIN ACID            |                         |

## Utilizzo
La lanolina viene usata in farmacia e cosmetica, date le sue molteplici proprietà, soprattutto nelle formulazioni idratanti. 
Come additivo alimentare è ammessa con codice E913. La sua funzione tipica come additivo alimentare è quella di lucidante.